# Ê̌
Cette page contient des caractères spéciaux ou non latins. S’ils s’affichent mal (▯, ?, etc.), consultez la page d’aide Unicode.
E accent circonflexe caron (majuscule: Ê̌, minuscule: ê̌) est un graphème parfois utilisé dans l’écriture du chinois en hanyu pinyin. Il s'agit de la lettre E diacritée d'un accent circonflexe et d’un caron.

## Utilisation
En hanyu pinyin, le E accent circonflexe ‹ ê › représente la voyelle mi-ouverte antérieure non arrondie [ɛ] et le caron représente le troisième ton (ton descendant montant ou ton bas).

## Représentations informatiques
Le E accent circonflexe caron peut être représenté avec les caractères Unicode suivants :
- composé et normalisé (supplément Latin-1, diacritiques) :

| formes    | représentations | chaînes de caractères | points de code | descriptions                                                   |
| --------- | --------------- | --------------------- | -------------- | -------------------------------------------------------------- |
| capitale  | Ê̌               | Ê◌̌                    | U+00CA U+030C  | lettre majuscule latine e accent circonflexe diacritique caron |
| minuscule | ê̌               | ê◌̌                    | U+00EA U+030C  | lettre minuscule latine e accent circonflexe diacritique caron |

- décomposé (latin de base, diacritiques)[1],[2] :

| formes    | représentations | chaînes de caractères | points de code       | descriptions                                                               |
| --------- | --------------- | --------------------- | -------------------- | -------------------------------------------------------------------------- |
| capitale  | Ê̌               | E◌̂◌̌                   | U+0045 U+0302 U+030C | lettre majuscule latine e diacritique accent circonflexe diacritique caron |
| minuscule | ê̌               | e◌̂◌̌                   | U+0065 U+0302 U+030C | lettre minuscule latine e diacritique accent circonflexe diacritique caron |

Il peut aussi être représenté avec des anciens codages :
- HKSCS :
  - capitale Ê̌ : 8864
  - minuscule ê̌ : 88A5